# 巴特沃梅伊·显克微支
巴特沃梅伊·亨里克·显克微支（波蘭語：Bartłomiej Henryk Sienkiewicz；1961年7月29日—），波兰政治家，2013年2月25日至2014年9月22日在总理唐纳德·图斯克领导的政府中担任内政部长。自2023年12月至2024年5月，他在唐纳德·图斯克的第三个内阁中担任文化和国家遗产部长。2024年6月，当选欧洲议会议员。他是1905年诺贝尔文学奖得主亨利克·显克微支的曾孙。